# Yasmina Reza
Yasmina Reza (ur. 1 maja 1959 w Paryżu) – francuska aktorka i dramatopisarka.

## Życiorys
W wieku 25 lat napisała swoją pierwszą sztukę Rozmowy po pogrzebie (fr. Conversations après un enterrement). Prawdziwą sławę przyniósł jej jednak dramat Sztuka (Art) opowiadający o trzech czterdziestolatkach, między którymi rozpętują się różne sprzeczki z powodu pomalowanego na biało obrazu. Sztukę przetłumaczono już na 35 języków, była wystawiana między innymi w Royal Wyndhams Theatre w Londynie.
W 2006 napisała sztukę Bóg mordu (Le Dieu du Carnage), o spotkaniu dwóch małżeństw chcących wyjaśnić przyczyny bójki ich synów. Sztukę po raz pierwszy wystawiono w 2007 w Zurychu, potem również w Londynie (2008) i na Broadwayu (2009). Na podstawie Boga mordu Roman Polański nakręcił film pod tytułem Rzeź (2011).
Reza jest także autorką książki Świt, wieczór lub noc (L'aube le soir ou la nuit; wydanie polskie w przekł. Andrzeja Krzywickiego, Czytelnik, Warszawa 2008, ISBN 978-83-07-03151-4), będącej intymnym portretem Nicolasa Sarkozy’ego z okresu jego kampanii prezydenckiej z 2007 roku.
W 2013 wydała Szczęśliwi pozostaną szczęśliwi (Heureux les heureux, wydanie polskie w przekładzie Joanny Kluzy, Wydawnictwo Sonia Draga, Katowice 2014, ISBN 978-83-7999-076-4). „To pełna temperamentu refleksja na temat małżeństwa, niewierności, marzeń i iluzji” - The Telegraph.
W 2016 otrzymała Nagrodę Renaudot za powieść Babylone (2016). Książka (polski tytuł Babilon) ukazała się po polsku w 2023 roku nakładem Wydawnictwa Sonia Draga, w tłum. Bożeny Sęk (ISBN 978-83-8230-512-8).
Zasiadała w jury konkursu głównego na 52. MFF w Cannes (1999).

### Inne książki wydane po polsku
- 2014 Hammerklavier. Zmasakrowane arcydzieło, tłum. Andrzej Krzywicki, Wydawnictwo Nisza, ISBN 978-83-62795-30-7
- 2022 Serge, w tłum. Joanna Kluza, Wyd. Sonia Draga, ISBN 978-83-66661-45-5